# Mulligans (filme)
Mulligans é um filme de drama romântico canadiano escrito por Charlie David e dirigido por Chip Hale. Os cenários e personagens do filme são americanos, mas foram retratados por atores canadenses. No Brasil foi exibido via streaming no Netflix na dublagem original em inglês com legendas em português.

## Enredo
Tyler Davidson (Derek James) convida seu amigo de faculdade Chase (Charlie David) em sua casa para passar as férias de verão no Prospect Lake.  A família Davidson parece praticamente perfeita em todos os sentidos para Chase, que começa a invejar a família unida que ele nunca teve. Apesar das continuadas tentativas de Tyler que persegue e paquera as mulheres locais, Chase é gay.  A família tenta apoiar Chase, e o pai de Tyler, o Nathan (Dan Payne), em particular, começa a passar um tempo considerável com ele. Logo Nathan começa a perceber que os sentimentos reprimidos dele por homens estão ressurgindo, e ele fica atraído por Chase. Essas atrações se transformam em um caso total, que é logo testemunhado pela esposa de Nathan, Stacey (Thea Gill).  Uma vez em campo aberto, Nathan e Chase tentam chegar a um acordo com o efeito de suas ações sobre os outros, e Nathan tenta manter sua família unida.  Nathan, em sua última instância decide deixar Stacey, Tyler, e sua filha na casa de verão da família, enquanto ele vai embora para reavaliar sua vida sozinho por uma quantidade de tempo incerto.

## Elenco
- Dan Payne como Nathan Davidson
- Thea Gill como Stacey Davidson
- Charlie David como Chase Rousseau
- Derek James como Tyler Davidson

## Filmagem
As filmagens do filme foram feitas inteiramente em Victoria, capital da Colúmbia Britânica, a maior das províncias canadenses.

## Trilha Sonora
O filme contém várias canções originais do músico Ben Sigston. As faixas que aparecem no filme são "Smile" e "Turn Around".

## Reconhecimentos
- 2008 - Fort Worth's Gay & Lesbian International Film Festival
  - Melhor Filme
  - Prêmio do Público de Melhor Filme
- 2008 - Pittsburgh International Gay & Lesbian Film Festival
  - Prêmio do Público de Melhor Filme gay
- 2008 - Vancouver Cold Reading Series
  - Melhor Roteiro Adaptado